# Achrestus
Achrestus là một chi bọ cánh cứng trong họ 
Elateridae.
Chi này được miêu tả khoa học năm 1869 bởi Candèze.

## Các loài
Các loài trong chi này gồm:
- Achrestus antennalis Schwarz, 1902
- Achrestus flavocinctus Candèze, 1859
- Achrestus flavocinctus (Candèze, 1859)
- Achrestus fulvovittatus Champion, 1895
- Achrestus lamellicornis Schwarz, 1902
- Achrestus lycidioides Candèze, 1859
- Achrestus marginatus Candèze, 1859
- Achrestus marginicollis Fleutiaux, 1902
- Achrestus onorei Golbach in Golbach & Aranda de Zamudio, 1988
- Achrestus phyllocerus Candèze, 1859
- Achrestus ruficollis Fleutiaux, 1902
- Achrestus saucius Candèze, 1859
- Achrestus suturalis Schwarz, 1902
- Achrestus trilineatus Schwarz, 1902
- Achrestus venustus Champion, 1895
- Achrestus vincenti Chassain, 2008